# John Deacon
John Richard Deacon (født 19. august 1951) var bassist i Queen.
John Richard Deacon blev født i Oadby, Leicester. Hans forældre hed Lillian Molly og Arthur Henry Deacon. Som 7-årig fik han sin første guitar, en rød plastic Tommy Steele-special. Hans far var meget interesseret i elektronik, så han prøvede også at få John Deacons karriere til at gå den vej.
John Deacon var helt vild med The Beatles, og efter at have købt deres to første LP’er besluttede han sig for at lære at spille på guitar. Han fik sig et avisbud-job, så han kunne tjene penge til en ny og bedre guitar.
I 1965, da han var 14 år gammel, startede han sit første band, The Opposition, hvori John Deacon var rytmeguitarist. I 1966 forlod deres bassist bandet, og John Deacon købte sig en bas til 22 £ og blev bassist. Bandet ændrede navn til The New Opposition.
I 1969 forlod John Deacon bandet(nu kaldet ART) for at tage til London. Der studerede han elektronik på Chelsea College, og i en periode var han ikke involveret i nogen form for musik. Han havde dog sin akustiske guitar med, for en sikkerheds skyld.
I oktober 1970 var han inde og se en Queen-koncert. Om dette mindedes han kun:
| Citat | …De var alle sammen klædt i sort, og lyset var også dæmpet, så alt hvad jeg kunne se, var fire skyggeagtige skikkelser. De gjorde ikke noget dybere indtryk på mig på det tidspunkt… | Citat |
|       | |       |

På sit andet år på Chelsea College indså han, at musikken manglede ham. Han overbeviste sin mor om at køre hans udstyr til universitetet, og han ledte nu efter bands at spille i, men uden held i første omgang.
I starten af 1971 mødte John Deacon Brian May og Roger Taylor fra Queen. De havde haft en masse bassister, men ingen af dem havde samme ambitioner som resten af gruppen. De spurgte nu Deacon, om han var interesseret i at være med i bandet, hvilket han gerne ville. Han kom nogle dage senere med sin bas og hjemmelavede forstærkere, nu kendt som den legendariske "Deacy Amp", til audition. Han lærte at spille "Son & Daughter", der senere kom med på gruppens første album, og nogle andre. Dette var nok til at sikre ham pladsen som det fjerde og sidste medlem af Queen.
John Deacon var det stille medlem, der ikke gjorde det store væsen af sig. Han skrev en del numre, der blev pæne hits for gruppen, blandt andet "You're My Best Friend", "Another One Bites the Dust", "I Want to Break Free" og "Friends Will Be Friends". Desuden var han på baggrund af sine ingeniørstudier god at have med i starten af gruppens karriere, når der var problemer med udstyret. Senere blev han ifølge gruppens øvrige medlemmer ansvarlig for gruppens økonomi.
Da Freddie Mercury døde i 1991, blev Deacon så berørt, at han besluttede sig for at stoppe sin musikalske karriere. Han har siden kun optrådt få gange med de to øvrige fra gruppen, og han deltog ikke, da Queen blev optaget i Rock and Roll Hall of Fame. 
Privat har han siden 1975 været gift med Veronica Tetzlaff. Parret har seks børn.